# Friedrich Tieck

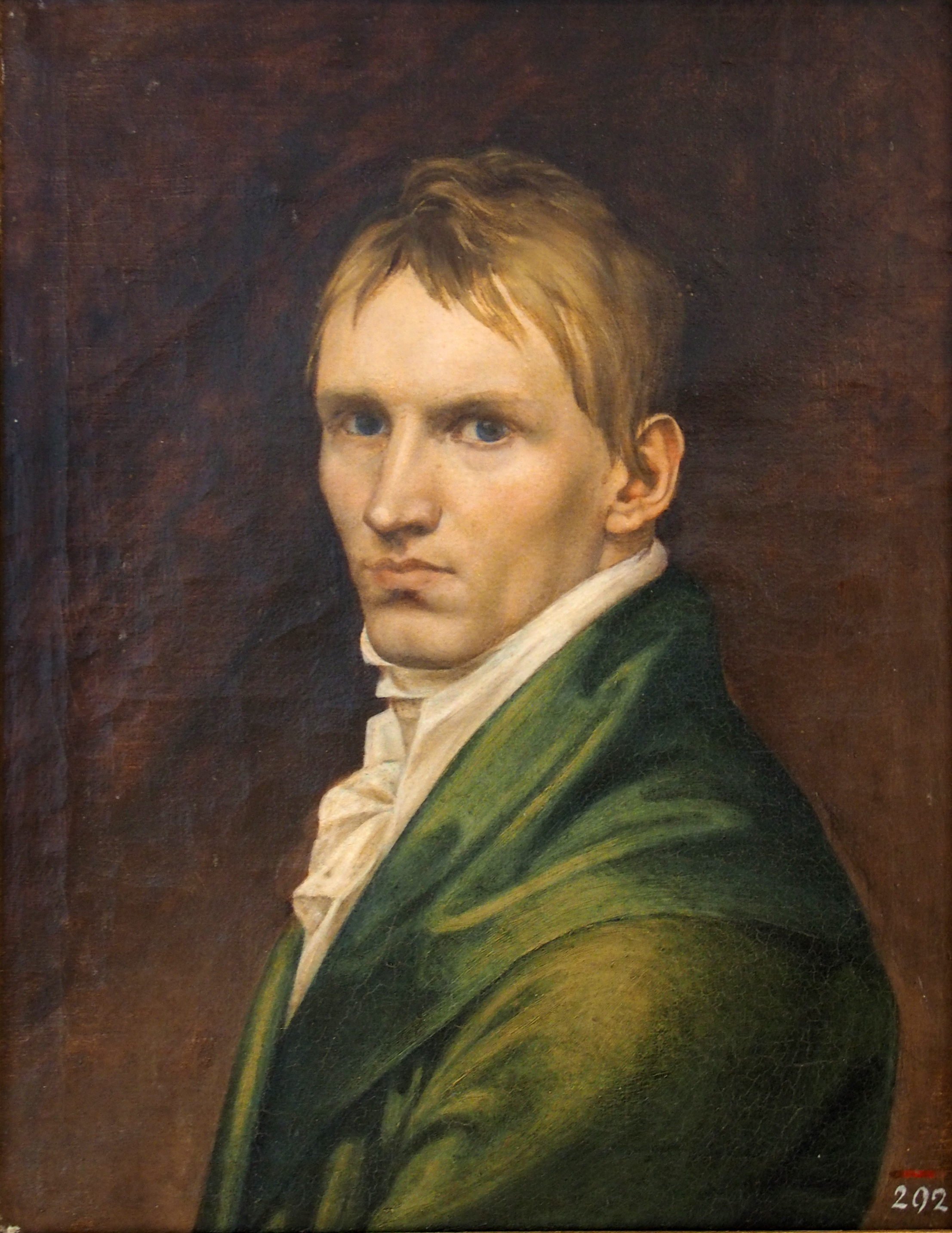
Friedrich Tieck.

Christian Friedrich Tieck, född den 14 augusti 1776 i Berlin, död där den 24 maj 1851, var en tysk skulptör,  bror till Ludwig Tieck.
Tieck var elev till Johann Gottfried Schadow och i Paris till Jacques-Louis David. Han utförde 1810 och senare en mängd byster för Walhalla, en staty i marmor av Jacques Necker, en staty i marmor av Karl Friedrich Schinkel) 1815 för förhallen i Altes Museum i Berlin, numera i Alte Nationalgalerie. År 1819 slog han sig ned i Berlin, där han blev professor vid konstakademien. Till hans senare alster hör grupper och reliefer för Schauspielhaus Berlin och Hästtämjarna för Altes Museums attika.